# Валутни одбор
Валутни одбор је монетарни орган који је дужан да одржава фиксни курс према страној валути.Ради се о аранжману с фиксним девизним курсом који је везан за валуту „сидро“, злато или чак корпу валута, гдје се сав новац у оптицају може слободно конвертовати у резервну валуту и гдје су основна дјеловања централне банке јасно дефинисана законом о централној банци.

## Основна правила Валутног одбора
Аранжман валутног одбора се заснива на сљедећим правилима:
1.	Покриће емисије националне валуте је стабилна страна валута, тзв. резервна валута, минимално у 100% износу;
2.	Национална валута је у сваком тренутку на захтјев конвертибилна у стабилну страну валуту за коју је везана, према унапријед дефинисаном омјеру;
3.	Одржавање стабилности валуте први је и основни циљ режима монетарних банака.

## Валутни одбор у Босни и Херцеговини
Монетарна политика БиХ регулисана је Законом о Централној банци Босне и Херцеговине. Централна банка Босне и Херцеговине организована је по моделу валутног одбора (енгл. currency board), функционише по правилима пасивне монетарне политике и нема дискреционих права као типична централна банка. То значи да не може користити девизни курс као средство за ублажавање економских шокова, не може креирати новац без покрића и кредитирати владу, не може дјеловати као кредитор посљедње инстанце, односно посуђивати новац банкама и не може директно стимулисати економски раст .
У пракси, валутни одбор представља врло једноставно правило које значи да свако онај ко жели имати домаћи новац – конвертибилну марку (KM) мора га купити за страни конвертибилни новац. С обзиром на то да је KM везана за валуту „сидро“, евро, онда се та куповина KM обавља по фиксном девизном курсу који износи 1,95583 KM за један евро. Када се KM купује за неки други конвертибилни новац, онда се те трансакције обављају по тржишном девизном курсу. Дакле, да би валутни одбор функционисао, резерве стране валуте морају бити довољне да свима онима који посједују новчанице и кованице KM, укључујући средства банака на рачунима резерви у Централној банци Босне и Херцеговине и депозите депонената Централне банке, омогуће да их могу конвертовати у резервну валуту. Једноставније речено, свака емитована KM има покриће у страној валути или, изражено језиком струке, монетарна пасива не смије никада бити већа од девизне активе Централне банке Босне и Херцеговине.